# Yaba
Yaba è un dipartimento del Burkina Faso classificato come comune, situato nella Provincia  di Nayala, facente parte della Regione di Boucle du Mouhoun.
Il dipartimento si compone del capoluogo e di altri 21 villaggi: Bagnontenga, Basnéré, Biba, Bo, Bounou, Doloba, Issapougo, Kera, Lah, Largogo, Loguin, Pangogo, Pasnam, Sapala, Saran, Siellé, Siena, Tiema, Toba, Tosson e Zaré.